# Championnat sud-américain des clubs féminin de volley-ball
Le Championnat sud-américain des clubs est la plus prestigieuse compétition par clubs du volley-ball féminins en Amérique du Sud. Il est organisé par la Confédération sud-américaine de volley-ball (CSV). Il a été créé en 2009.

## Palmarès
| Année | Lieu           | Champion        | Finaliste                 | Troisième                          | Quatrième              |
| ----- | -------------- | --------------- | ------------------------- | ---------------------------------- | ---------------------- |
| 2009  | Lima           | Finasa/Osasco   | Rexona-Ades               | Boca Juniors                       | Regatas Lima           |
| 2010  | Lima           | Sollys Osasco   | Deportivo Geminis         | Banco de la Nación                 | Universidad Católica   |
| 2011  | Osasco         | Sollys Osasco   | Universidad Católica      | Universitario San Francisco Xavier | Sport Club Venezuela   |
| 2012  | Osasco         | Sollys Osasco   | Boca Juniors              | Universidad Católica Boliviana     | Sport Club Venezuela   |
| 2013  | Lima           | Unilever        | Universidad César Vallejo | Boston College                     | C.A. Vélez Sarsfield   |
| 2014  | Osasco         | Sesi-SP         | Molico/Nestlé             | Boca Juniors                       | Liga Nacional del Peru |
| 2015  | Osasco         | Unilever Vôlei  | Molico/Nestlé             | Universidad de San Martín          | C.A.Villa Dora         |
| 2016  | La Plata       | Rexona/Ades     | Universidad de San Martín | C.A.Villa Dora                     | Gimnasia La Plata      |
| 2017  | Uberlândia     | Rexona-Sesc     | Dentil/Praia Clube        | Universidad de San Martín          | C.A.Villa Dora         |
| 2018  | Belo Horizonte | Camponesa/Minas | Sesc RJ                   | Regatas Lima                       | Gimnasia La Plata      |
| 2019  | Belo Horizonte | Itambé/Minas    | Dentil/Praia Clube        | San Lorenzo de Almagro             | C.A. Boca Juniors      |
| 2020  | Uberlândia     | Itambé/Minas    | Dentil/Praia Clube        | San Lorenzo de Almagro             | C.A. Boca Juniors      |

## Bilan par clubs
| # | Clubs                      | Victoires | Années                 |
| - | -------------------------- | --------- | ---------------------- |
| 1 | Osasco Voleibol Clube      | 4         | 2009, 2010, 2011, 2012 |
| 2 | Rio de Janeiro Volêi Clube | 4         | 2013, 2015, 2016, 2017 |
| 3 | Minas Tênis Clube          | 3         | 2018, 2019, 2020       |
| 4 | Sesi-SP                    | 1         | 2014                   |

## Bilan par nation
| Rang  | Nation    | Or | Argent | Bronze | Total |
| ----- | --------- | -- | ------ | ------ | ----- |
| 1     | Brésil    | 12 | 7      | 0      | 19    |
| 2     | Pérou     | 0  | 3      | 3      | 6     |
| 3     | Argentine | 0  | 1      | 6      | 7     |
| 4     | Chili     | 0  | 1      | 1      | 2     |
| 5     | Bolivie   | 0  | 0      | 2      | 2     |
| Total | Total     | 12 | 12     | 12     | 36    |

## Meilleures joueuses par tournoi
- 2009 –  Jaqueline Carvalho (Sollys/Osasco)
- 2010 –  Adenízia da Silva (Sollys/Osasco)
- 2011 –  Jaqueline Carvalho (Sollys/Osasco)
- 2012 –  Sheilla Castro (Sollys/Nestlé)
- 2013 –  Natália Pereira (Unilever Vôlei)
- 2014 –  Fabiana Claudino (Sesi-SP)
- 2015 –  Kenia Carcaces (Molico/Nestlé)
- 2016 –  Ana Carolina da Silva (Rexona/Ades)
- 2017 –  Gabriela Guimarães (Rexona-Sesc)
- 2018 –  Carol Gattaz (Camponesa/Minas)
- 2019 –  Carol Gattaz (Itambé/Minas)
- 2020 –  Thaísa Menezes (Itambé/Minas)